# Sângeorgiu de Câmpie, Mureș
Sângeorgiu de Câmpie este un sat în comuna Sânpetru de Câmpie din județul Mureș, Transilvania, România.

## Personalități
- Alexandru Șimon (1873 - 1951), deputat în Marea Adunare Națională de la Alba Iulia 1918

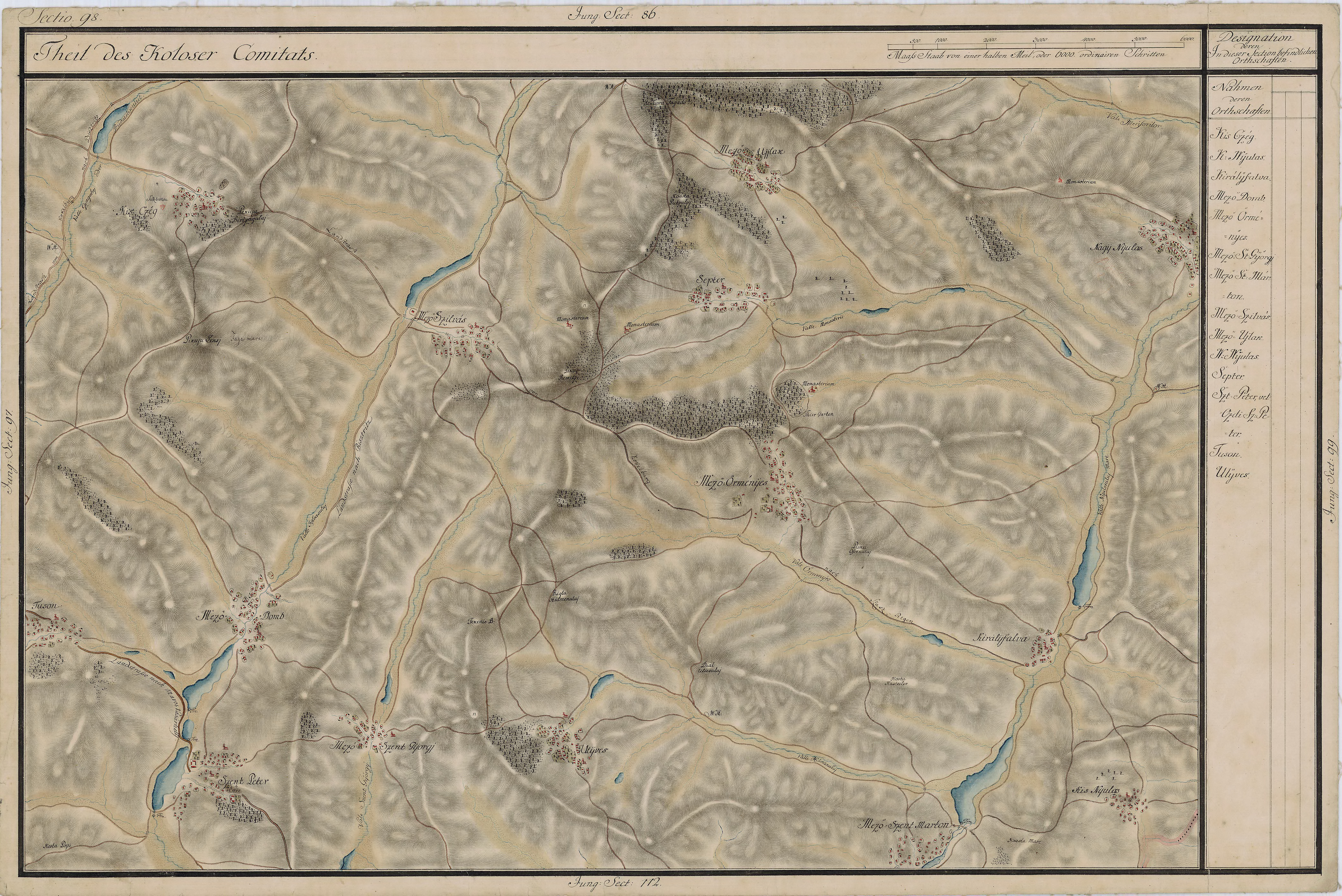
Sângeorgiu de Câmpie în Harta Iosefină a Transilvaniei, 1769-1773